# Strada statale 228 del Lago di Viverone
L'ex strada statale 228 del Lago di Viverone (SS 228), oggi strada provinciale 228 del Lago di Viverone (SP 228), è una strada provinciale italiana.

## Percorso

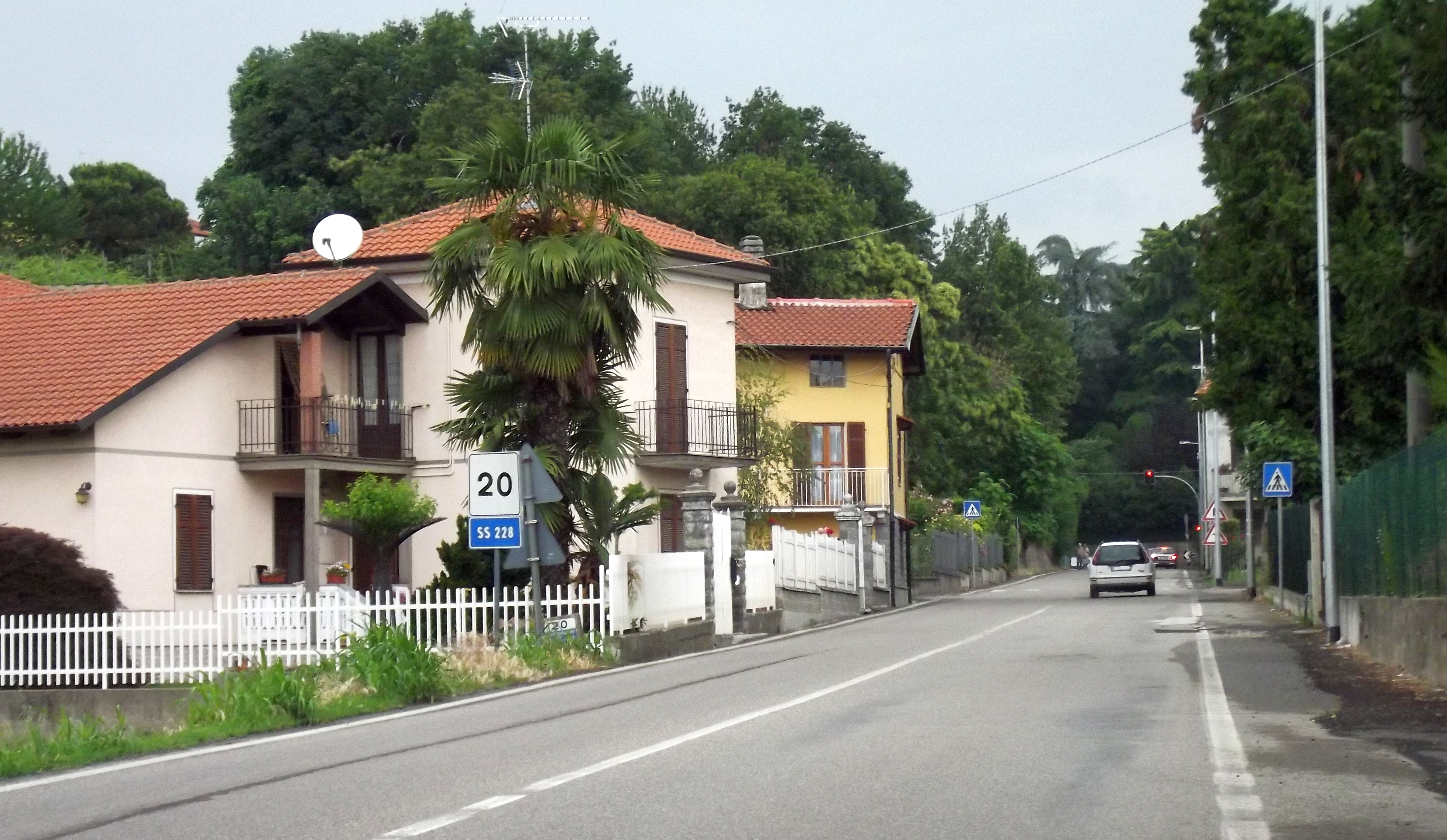
La strada a Cavaglià

La strada ha inizio a Ivrea, dalla parte est della città, e ha un tracciato rettilineo e scorrevole. Tocca i comuni di Bollengo, Palazzo Canavese, Piverone, Viverone, dove si trova il lago omonimo, e arriva a Cavaglià, dove c'è l'incrocio tra la ex strada statale 143 Vercellese e la ex strada statale 593 di Borgo d'Ale. Il traffico è generalmente interno, in quanto viene ammortizzato dalla presenza del raccordo autostrale A4/A5 che corre parallelamente all'infrastruttura.
In seguito al decreto legislativo n. 112 del 1998, dal 2001 la gestione è passata dall'ANAS alla Regione Piemonte che ha provveduto al trasferimento dell'infrastruttura al demanio della Provincia di Biella e della Provincia di Torino per le tratte territorialmente competenti.